# Cotinusa melanura
Cotinusa melanura är en spindelart som beskrevs av Cândido Firmino de Mello-Leitão 1939. Cotinusa melanura ingår i släktet Cotinusa och familjen hoppspindlar. Inga underarter finns listade i Catalogue of Life.